# Élie Calmon
Pour les articles homonymes, voir Calmon.
Élie Calmon est un homme politique français né le 14 juillet 1897 aux Arques (Lot) et décédé le 8 mai 1948 aux Arques.

## Biographie
Avocat à Cahors, il est directeur d'un hebdomadaire, La République sociale qui parait dans le Lot.
Il est député du Lot de 1924 à 1928, inscrit au groupe socialiste. Il est maire des Arques de 1925 à 1948 et conseiller général du canton de Cazals de 1926 à 1933.